# 马蒂 (都灵广域市)
马蒂（義大利語：Mathi），是意大利皮埃蒙特大区都靈廣域市的一个市镇。总面积7平方公里，人口4044人，人口密度577.7人/平方公里（2009年）。ISTAT代码为001146。

## 友好城市
- 阿根廷Las Parejas（英语：Las Parejas, Santa Fe）
- 馬爾他Mġarr（英语：Mġarr）